# 서정범 교수 무고 사건
서정범 교수 무고 사건은 2006년부터 2007년까지 경희대학교 국문학과 명예교수 서정범이 무속인에게 성폭행 무고를 당한 사건이다. 이 사건과 관련하여 경희대학교 총여학생회는 성폭행당했다는 무속인의 말을 신뢰하여 서정범에 대해 비난을 퍼부었다. 사건은 8개월간 지속되었으며, 수사 결과가 나오기 전 대학은 해당 교수를 직위해제 했다. 그러나 무고로 밝혀졌으며, 총여학생회의 사과는 없었다. 경희대학교는 혐의를 벗은 서정범에게 복귀 요청을 했으나 서정범은 학교에 복귀하지 않았다.

## 전말
2006년 11월 14일, 무속인 권모(38)씨가 한 국문과 명예교수한테 성폭행 당했다고 고소하였다. 그는 서정범이 한국의 무속과 샤머니즘, 토테미즘 등을 연구하면서 만난 사람이었다.
이 사실이 외부에 알려지게 되었다. 서정범 교수는 자신이 성추행을 할 이유가 없다며 부인하였다. 인터넷에는 성폭행한 교수가 누구냐며 항의여론이 나타났고 서정범 교수라고 알려지게 되었다. 그러나 서정범 교수는 자신은 그런 일을 한 적이 없다고 호소하였다. 그러나 오히려 서정범 교수를 비판하는 여론이 강했다. 수사는 검찰로 넘어가 소송과 논란은 수개월간 진행되었다.
2007년 1월 16일 경희대학교 여총학생회는 보도자료 배포와 함께 기자회견까지 열어 “교수가 한 여성에게 성폭력을 행사했으나 학교 측은 성폭력특별위원회를 구성해놓고도 미온적인 태도로 일관하고 있다”며 학교를 비판하였다. 당시 총여학생회는 “이 사건에 대해 검찰 수사가 진행 중이며 혐의를 입증할 만한 중요한 증거가 있음에도 학교 측은 검찰 수사를 지켜보자며 시간을 끌면서 명확한 입장을 정리하지 못하고 있다”고 주장했다. 학교 측은 ‘검찰이 수사를 하고 있는 상황이기 때문에 수사 결과를 지켜본 뒤 신중히 처리할 방침’이라고 밝혔고, 논란이 가열되자 곧 서정범 교수를 명예교수직에서 직위해제했다.
그러나, 2007년 2월 16일 검찰 조사결과 성폭행을 당했다고 주장한 30대 여성의 주장이 거짓말로 드러났다. 이 여성이 성폭행 당시 녹음했다는 테이프가 편집기술을 이용해 교묘히 '짜깁기'된 사실이 밝혀져 검찰은 해당 여성을 무고혐의로 불구속 기소했다. 결국, 검찰은 그 무속인의 고소 내용이 허위라고 판단해 서정범을 무혐의로 처리했다. 무속인의 녹취록은 철저히 짜깁기가 되어 있었다는 것이다. 검찰은 많은 관련 사고가 있었지만 이렇게 철저하게 조작된 경우는 보지 못했다고 밝혔고, 검찰은 오히려 무고죄로 그 무속인을 고발했다. 그 무속인은 서정범이 자신을 무시하는 것 같아 이런 일을 벌인 것으로 알려졌다.
서정범의 무죄가 밝혀지면서 이에 대한 의혹을 강력하게 제기한 경희대학교 총여학생회에 대한 비판이 쏟아졌다. 성추문 사건은 루머로 결론났으나, 당시 서정범을 강도높게 비판하던 경희대학교 여총학회는 그에 대한 사과를 발표하지 않았다. 이로 인하여 총여학생회는 해체까지 될 뻔했다.
이후 경희대학교는 서정범에게 학교로 복귀할 것을 요청했으나 서정범은 이 요청을 거절하고, 약 2년 뒤인 2009년 7월 14일 세상을 떠났다.